# Valeille
Valeille és un municipi francès situat al departament del Loira i a la regió d'Alvèrnia-Roine-Alps. L'any 2007 tenia 607 habitants.

## Demografia

### Població
El 2007 la població de fet de Valeille era de 607 persones. Hi havia 207 famílies de les quals 30 eren unipersonals (13 homes vivint sols i 17 dones vivint soles), 55 parelles sense fills, 114 parelles amb fills i 8 famílies monoparentals amb fills.
La població ha evolucionat segons el següent gràfic:
Habitants censats

### Habitatges
El 2007 hi havia 251 habitatges, 214 eren l'habitatge principal de la família, 21 eren segones residències i 16 estaven desocupats. 240 eren cases i 12 eren apartaments. Dels 214 habitatges principals, 163 estaven ocupats pels seus propietaris, 46 estaven llogats i ocupats pels llogaters i 5 estaven cedits a títol gratuït; 1 tenia una cambra, 8 en tenien dues, 17 en tenien tres, 55 en tenien quatre i 132 en tenien cinc o més. 175 habitatges disposaven pel capbaix d'una plaça de pàrquing. A 65 habitatges hi havia un automòbil i a 138 n'hi havia dos o més.

### Piràmide de població
La piràmide de població per edats i sexe el 2009 era:
| Homes | Edats   | Dones |
| ----- | ------- | ----- |
| 0     | 95 o +  | 0     |
| 0     | 90 a 94 | 4     |
| 0     | 85 a 89 | 4     |
| 0     | 80 a 84 | 4     |
| 12    | 75 a 79 | 8     |
| 8     | 70 a 74 | 4     |
| 12    | 65 a 69 | 20    |
| 4     | 60 a 64 | 8     |
| 16    | 55 a 59 | 4     |
| 20    | 50 a 54 | 8     |
| 40    | 45 a 49 | 40    |
| 16    | 40 a 44 | 8     |
| 12    | 35 a 39 | 16    |
| 24    | 30 a 34 | 20    |
| 12    | 25 a 29 | 20    |
| 16    | 20 a 24 | 16    |
| 12    | 15 a 19 | 16    |
| 24    | 10 a 14 | 28    |
| 36    | 5 a 9   | 8     |
| 28    | 0 a 4   | 4     |

## Economia
El 2007 la població en edat de treballar era de 390 persones, 303 eren actives i 87 eren inactives. De les 303 persones actives 289 estaven ocupades (175 homes i 114 dones) i 14 estaven aturades (2 homes i 12 dones). De les 87 persones inactives 26 estaven jubilades, 30 estaven estudiant i 31 estaven classificades com a «altres inactius».

### Ingressos
El 2009 a Valeille hi havia 231 unitats fiscals que integraven 658 persones, la mediana anual d'ingressos fiscals per persona era de 16.101,5 €.

### Activitats econòmiques
Dels 20 establiments que hi havia el 2007, 2 eren d'empreses extractives, 3 d'empreses de fabricació d'altres productes industrials, 5 d'empreses de construcció, 2 d'empreses de comerç i reparació d'automòbils, 1 d'una empresa immobiliària, 5 d'empreses de serveis i 2 d'empreses classificades com a «altres activitats de serveis».
Dels 6 establiments de servei als particulars que hi havia el 2009, 1 era un taller de reparació d'automòbils i de material agrícola, 1 paleta, 2 fusteries i 2 lampisteries.
Dels 2 establiments comercials que hi havia el 2009, 1 era una botiga de menys de 120 m² i 1 una botiga de roba.
L'any 2000 a Valeille hi havia 28 explotacions agrícoles que ocupaven un total de 901 hectàrees.

## Equipaments sanitaris i escolars
El 2009 hi havia una escola elemental.

## Poblacions més properes
El següent diagrama mostra les poblacions més properes.